# Gimme That
Pour les articles homonymes, voir Gimme.
Singles de Chris Brown
Yo (Excuse Me Miss)
(2005) Say Goodbye
(2006)
Gimme That est une chanson du chanteur de RnB américain Chris Brown de son premier album éponyme. 
Le remix, coécrit par Lil Wayne, Scott Storch et Sean Garrett, ne figure pas sur l'album.

## Liste des pistes
- CD single en Europe[1]

1. Gimme That (Remix) (featuring Lil Wayne) – 3:56
2. Gimme That – 3:07

## Crédits
- Vocal : Chris Brown, Dwayne Carter
- Auteur : Dwayne Carter, Scott Storch, Sean Garrett
- Masterisé par : Herb Powers Jr
- Assistant ingénieur : Patrick Magee
- Guitare : Aaron Fishbein
- Mixée par : Brian Stanley, Val Braithwaite (assistant)
- Enregistrement : Charles McCrorey, Carlos Paucar, Conrad Golding, Wayne Allison

## Classement
| Classement (2006)              | Meilleure position |
| ------------------------------ | ------------------ |
| Allemagne (Media Control AG)   | 47                 |
| États-Unis (Hot 100)           | 15                 |
| États-Unis (R&B/Hip-Hop Songs) | 5                  |
| États-Unis (Pop Airplay)       | 25                 |
| France (SNEP)                  | 45                 |
| Irlande (IRMA)                 | 26                 |
| Pays-Bas (Single Top 100)      | 94                 |
| Tchéquie (IFPI Rádio)          | 19                 |
| Royaume-Uni (UK Singles Chart) | 23                 |
| Suisse (Schweizer Hitparade)   | 30                 |